# Ботанический сад имени А. В. Фомина
Ботани́ческий сад и́мени акаде́мика Алекса́ндра Фомина́ (укр. Ботанічний сад імені академіка Олександра Фоміна) — один из старейших ботанических садов Киева и Украины. Является подразделением Киевского университета имени Т. Г. Шевченко. Был заложен в 1839 году на пустыре, в глубоких оврагах и на холмах неподалёку от Киевского университета. Площадь сада 22,5 га. В создании сада были использованы коллекции растений Ботанического сада Кременецкого лицея (ныне Кременецкий педагогический институт), а также растения, выращенные из семян, присланных ботаническими садами других стран. В середине XIX века был сооружён оранжерейный комплекс для коллекций тропических и субтропических растений. Ныне в коллекциях Ботанического сада насчитывается около десяти тысяч видов, сортов и форм растений. Коллекция кактусов и других суккулентов была крупнейшей в СССР. В 1977 году для некоторых видов пальм был сооружён самый высокий в своё время 30-метровый климатрон общей площадью 1000 м².
Сад расположен за главным корпусом Национального университета им. Т. Г. Шевченко на участке между бульваром Тараса Шевченко и улицами Льва Толстого, Назаровской и Петлюры.
Структура ботанического сада состоит из четырёх научных секторов: дендрологии, интродукции травянистых растений, интродукции тропических и субтропических растений, физиологии и биохимии растений-интродуцентов и восьми научных отделов, проводящих исследования в области интродукции и акклиматизации растений, занимающихся вопросами охраны, обогащения и рационального использования растительных ресурсов, ландшафтной архитектуры, защиты растений от болезней и вредителей и т. д. В структуру сада входит также семенная лаборатория.

## История
Вопрос о создании ботанического сада был поднят ещё в 1834 году архитектором В. И. Беретти, по проекту которого возводился Киевский университет св. Владимира. Он предложил разместить сад на пустынной территории, расположенной у корпуса университета. Для этого из Кременецкого лицея в Киев были привезены 513 растений, которые временно разместили в Царском (ныне Городском) саду. Однако из-за отсутствия средств закладка сада была отложена на пять лет. Лишь в 1839 году Киевский учебный округ дал разрешение на закладку временного ботанического сада под руководством заведующего кафедрой ботаники Киевского университета Р. Э. Траутфеттера, который возглавил руководство ботаническим садом в должности директора.
Официальной датой основания Киевского ботанического сада считается 22 мая 1839 года, когда Р. Э. Траутфеттер начал делать первые посадки растений.
В 1841 году сад получает постоянный статус. По плану архитектора Лауфера сооружается оранжерейный комплекс, разбиваются террасы, которые сохранились до наших дней.
В 1850 году планирование и разбивка сада были завершены. К 1852 году сад насчитывает уже 25 416 деревьев и 419 видов кустов, а также более 4000 видов других растений.
С 1852 по 1879 директором ботанического сада являлся профессор университета А. С. Рогович.
С 1879 по 1894 садом управлял выдающийся исследователь флоры, профессор ботаники Киевского университета И. Ф. Шмальгаузен.
На протяжении двадцати лет с 1894 года по 1914 директором Ботанического сада был Сергей Гаврилович Навашин. С ним связаны выдающиеся открытия в области цитоэмбриологии растений, принесшие всемирную славу саду и Киевскому университету.
С 1914 года по 1935 директором Ботанического сада был Александр Васильевич Фомин (1867—1935). На долю Фомина и его сотрудников в годы Первой мировой и Гражданской войн выпали тяжкие испытания. Однако им удалось не только сохранить хрупкие тропические растения во времена царившей разрухи, но и построить три новых теплицы, отремонтировать оранжерею. Основанная в 1922 году Фоминым кафедра ботаники при ботсаде, в 1927 году была реорганизована в Научно-исследовательский институт ботаники (ныне Институт ботаники имени Н. Г. Холодного). В 1935 году, после смерти Фомина, сад был назван в его честь.
С 1941 по 1943 год во время немецкой оккупации погибло множество ценных растений из коллекции. Некоторые растения были вывезены в Германию. Однако уже весной 1944 года сад был открыт для посетителей, началось восстановление оранжерей и коллекций растений сада.
В 1960 году сад был провозглашён памятником садово-паркового искусства республиканского значения.
В 1977 году была построена оранжерея-климатрон — одна из крупнейших в мире на то время.
В 2004 году был создан Музей истории ботсада. Музей, как и сам сад, является научно-просветительским центром, проводит экскурсии по саду, принимает участие в образовательной работе биологического факультета Киевского университета.

## Интересные факты
В 1874 году в Ботаническом саду перед участниками археологического съезда выступал кобзарь Остап Вересай.
С 1908 по 1913 год на территории ботсада размещался зоопарк.
В конце июля 1941 года на территории ботсада дислоцировалась батарея реактивной артиллерии из установок БМ-13 («Катюша») под командованием  старшего лейтенанта Тихона Небоженко.

## Иллюстрации

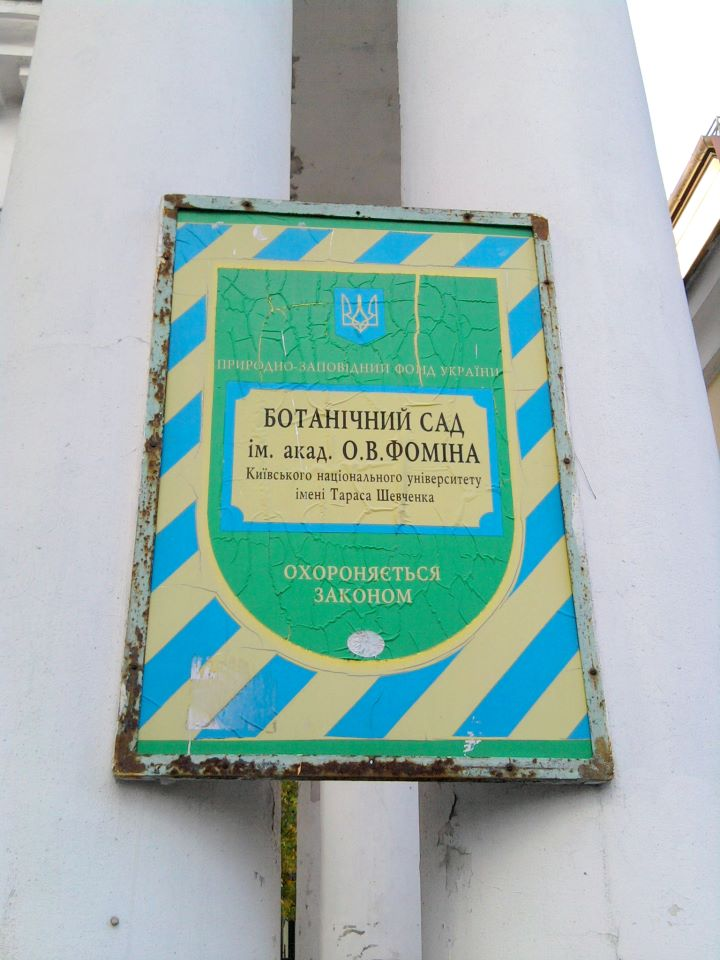
Табличка
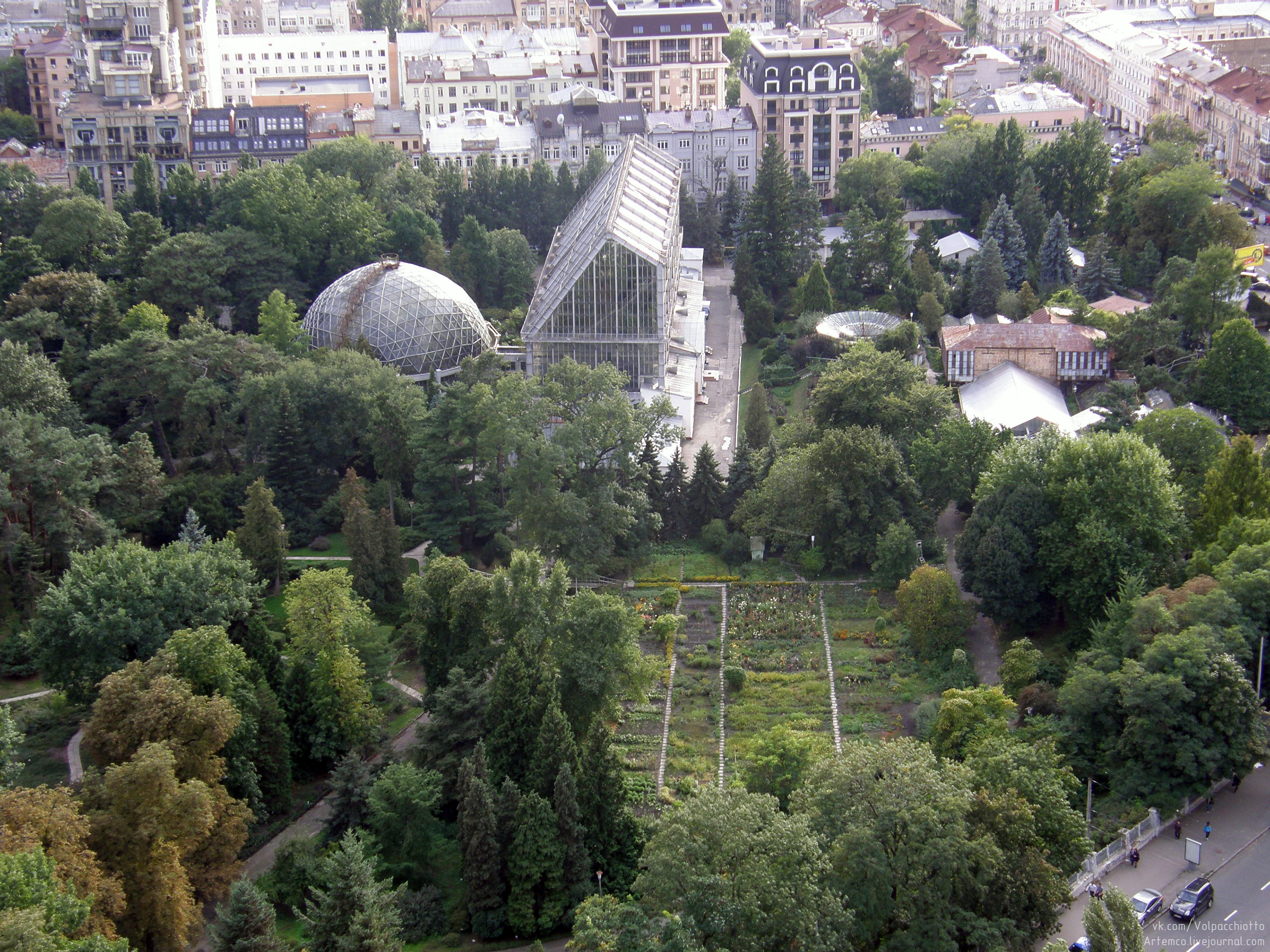
Оранжереи: тропики, климатрон, водных растений и суккулентов
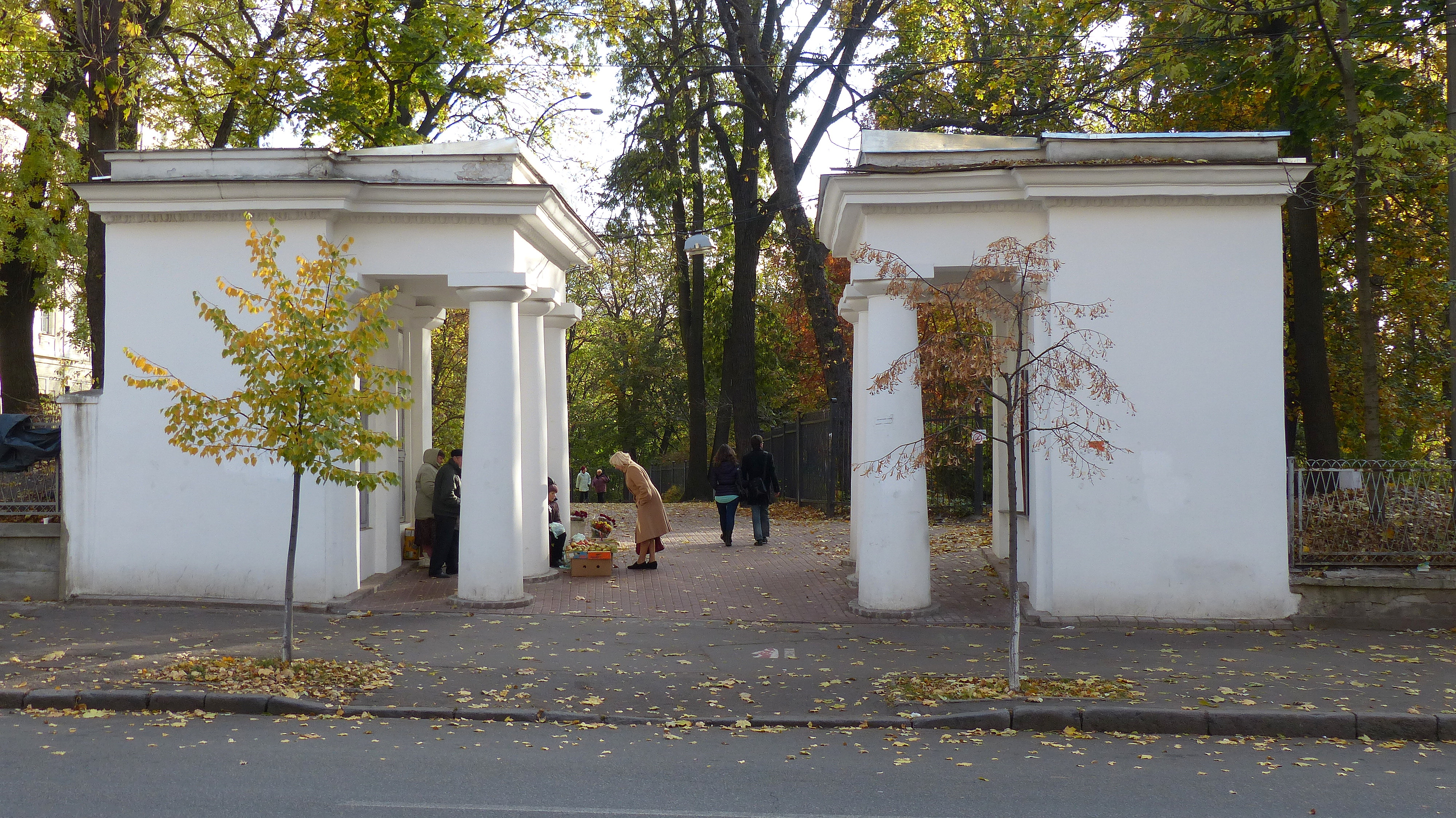
Вход в ботсад со стороны бульвара Т. Шевченко
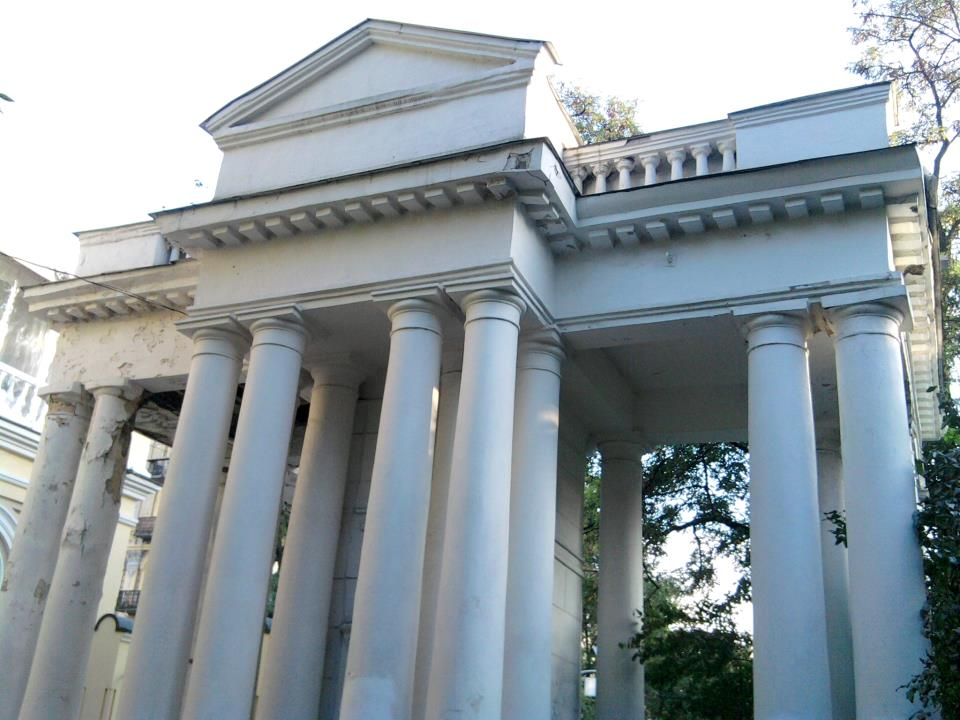
Вход в ботсад со стороны ул. Льва Толстого
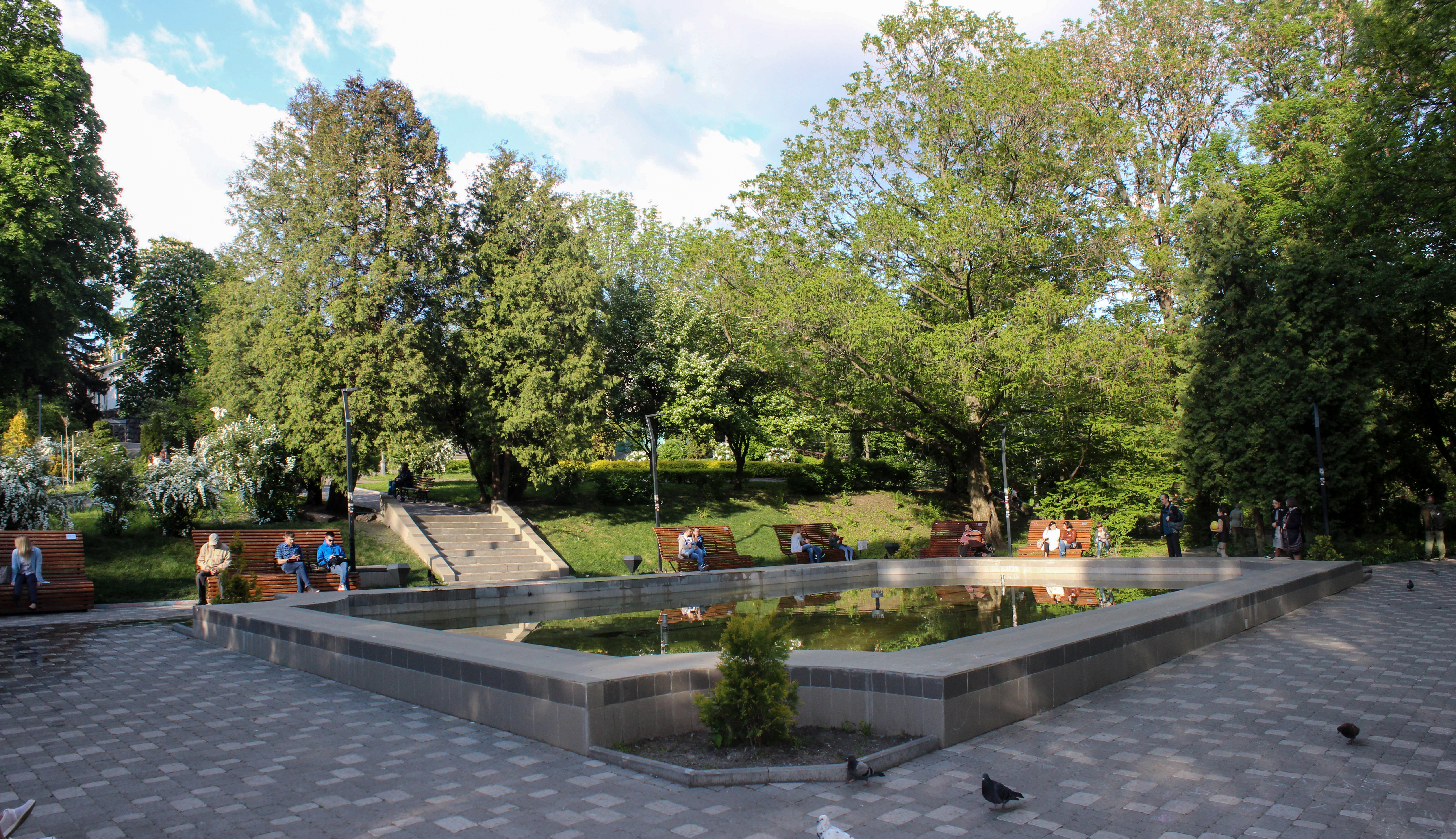
На территории ботсада
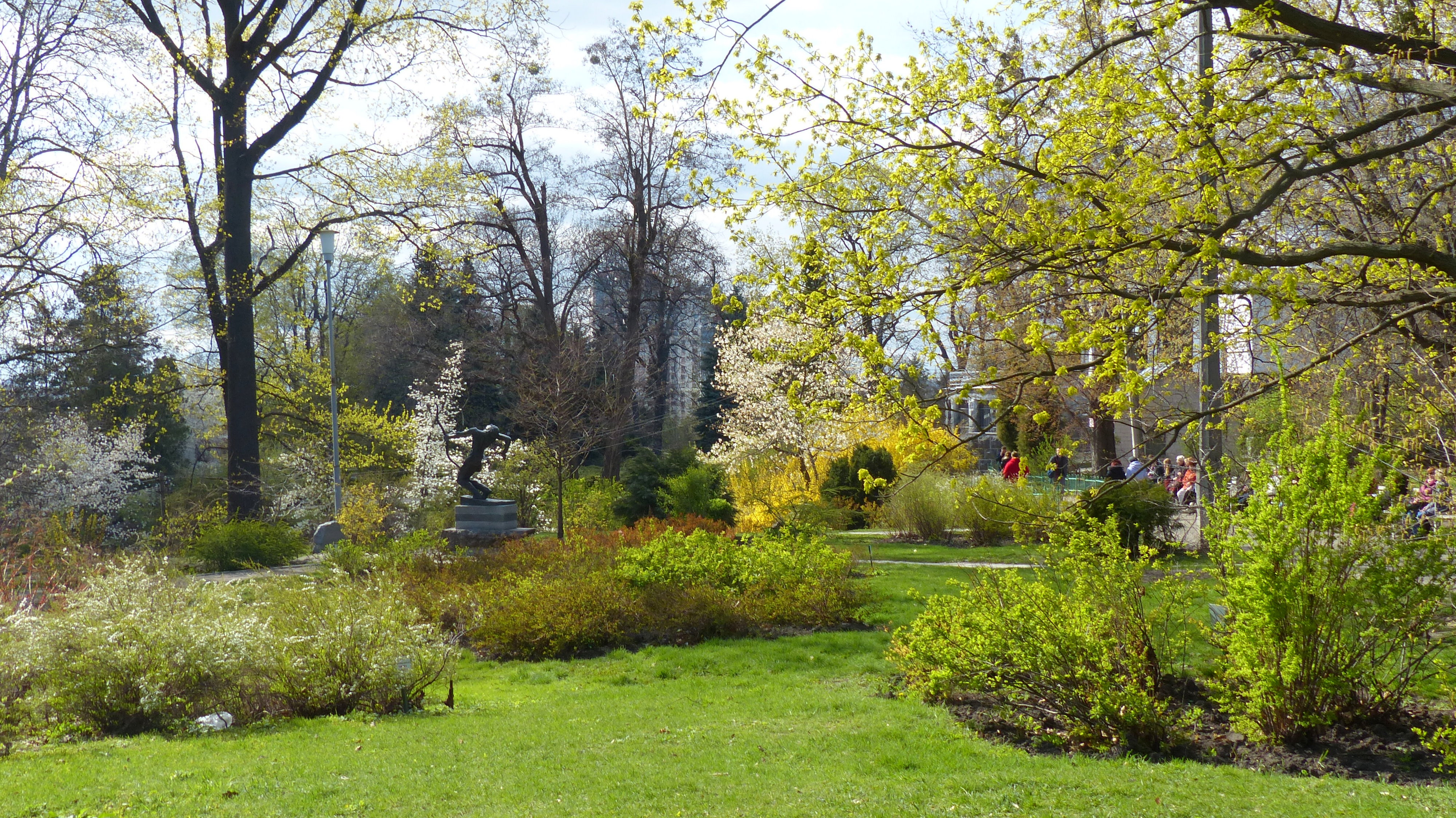
Один из участков сада
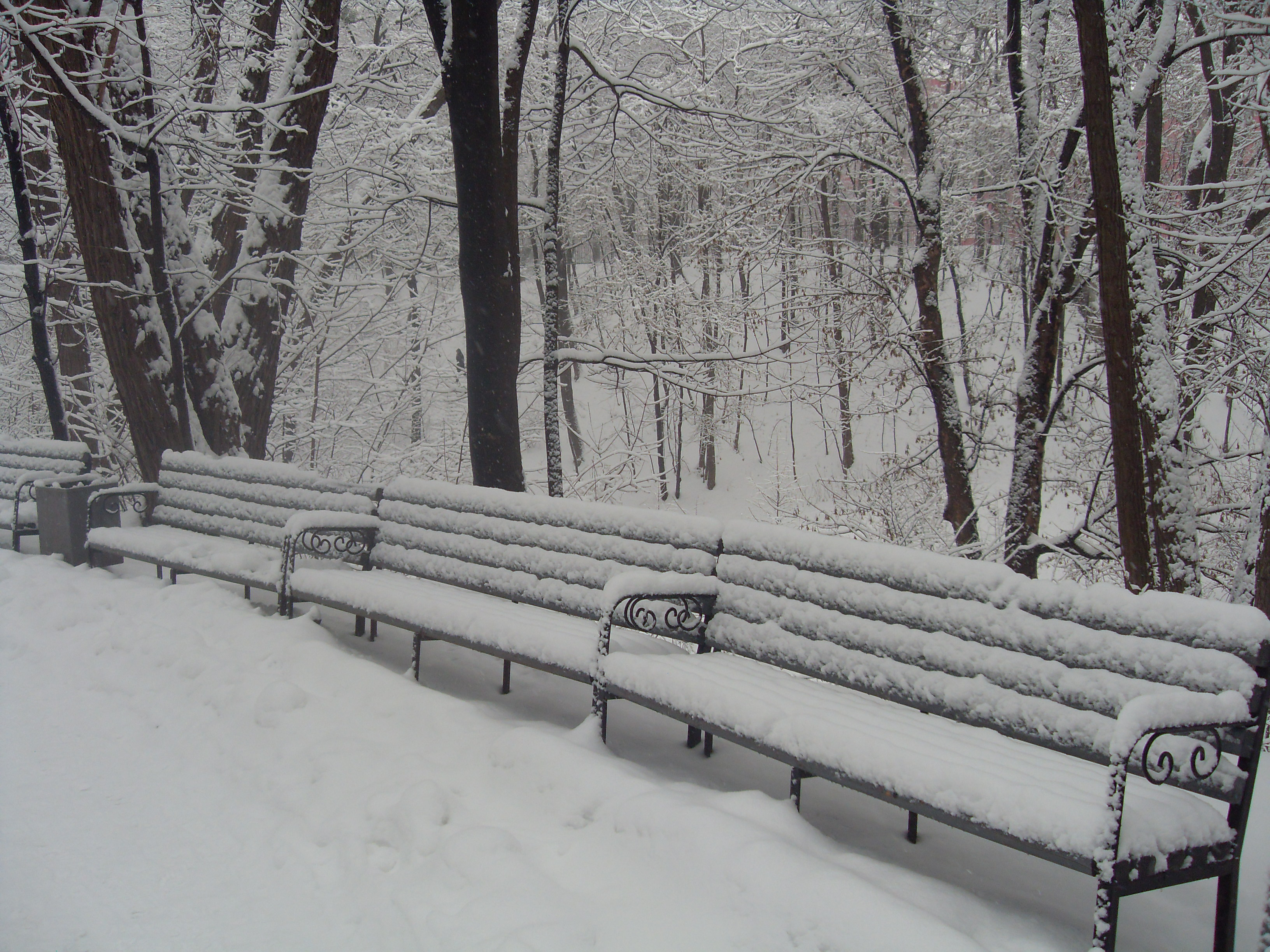
Ботанический сад зимой
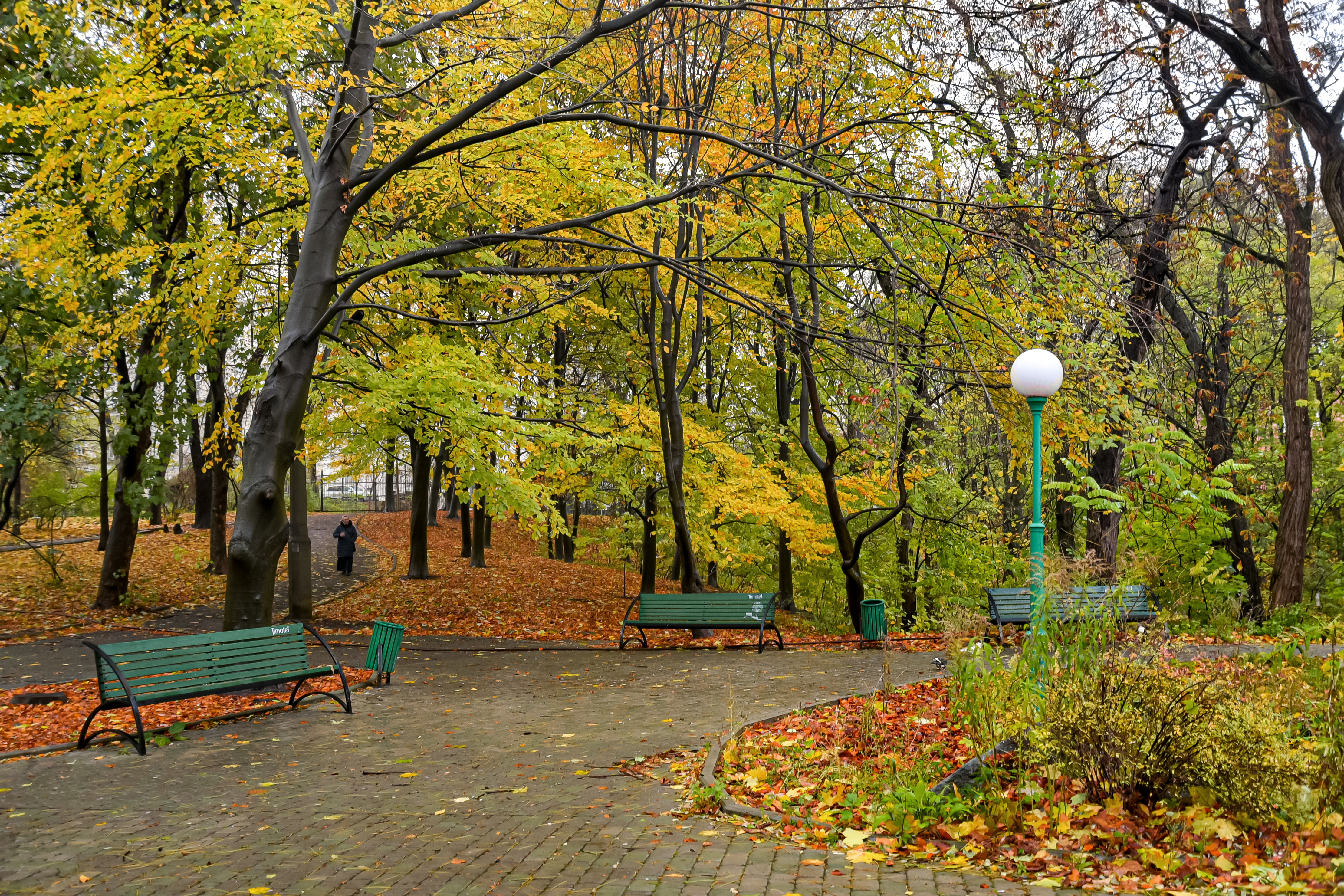
Осенний сад
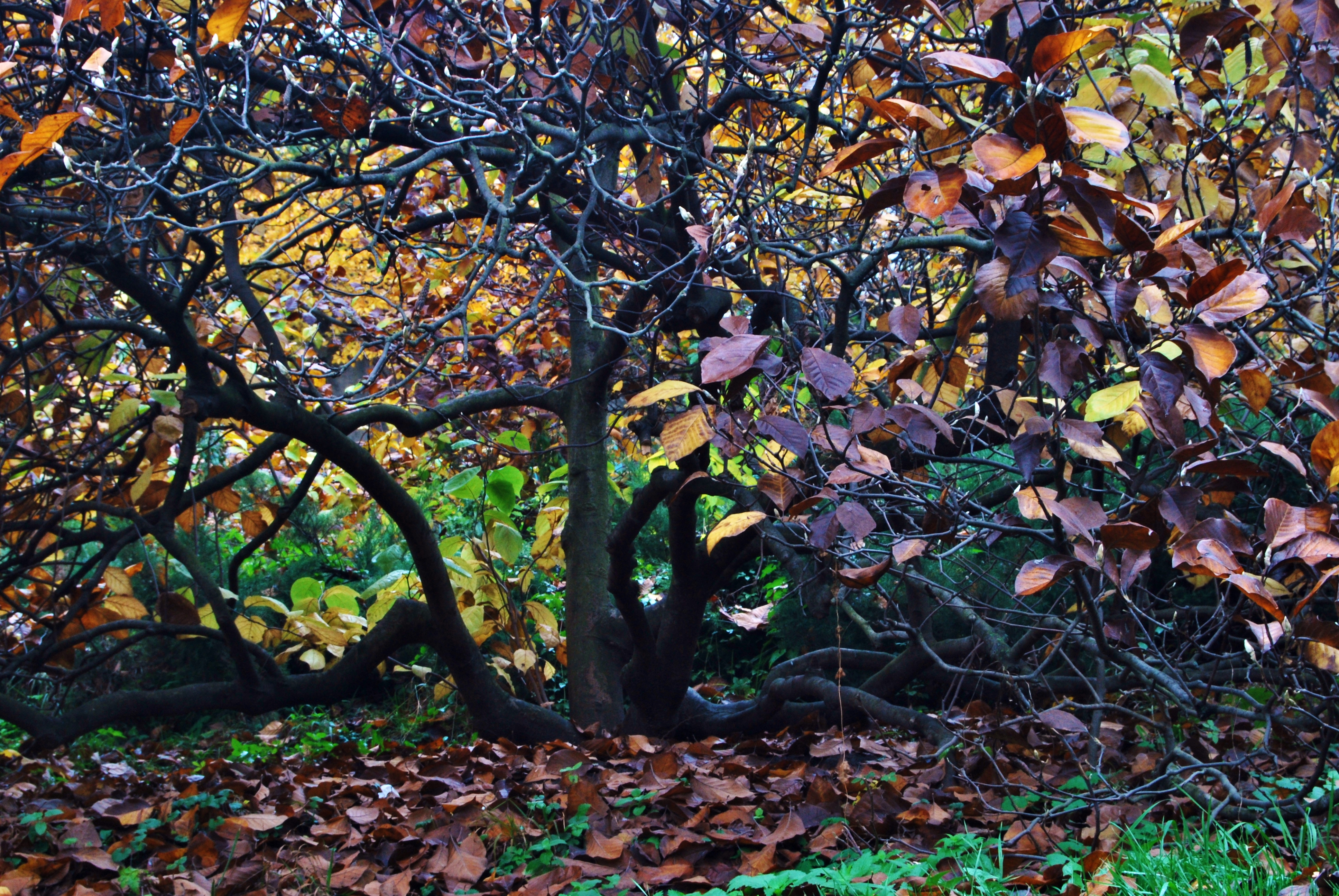
Один из участков сада
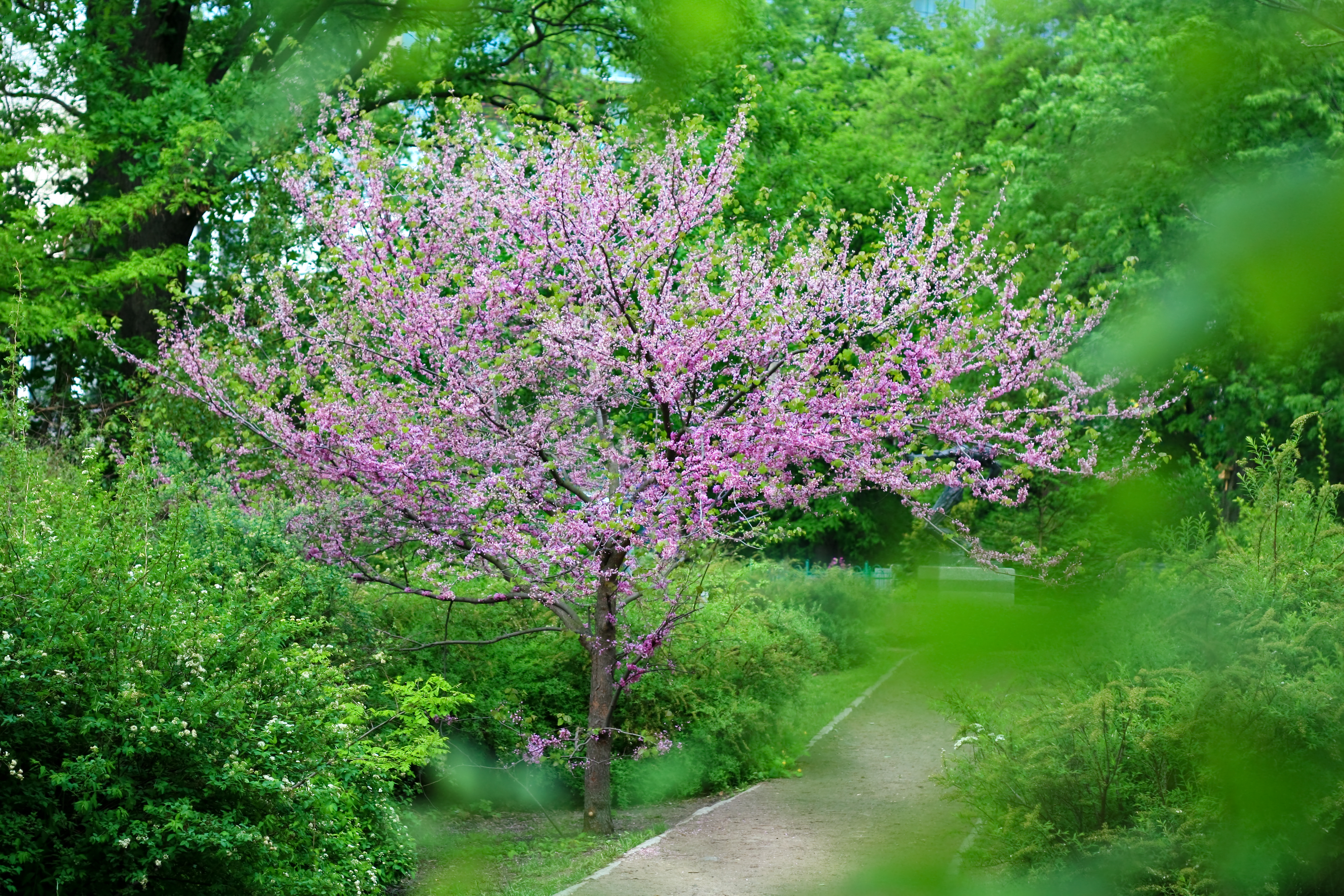
Багрянник
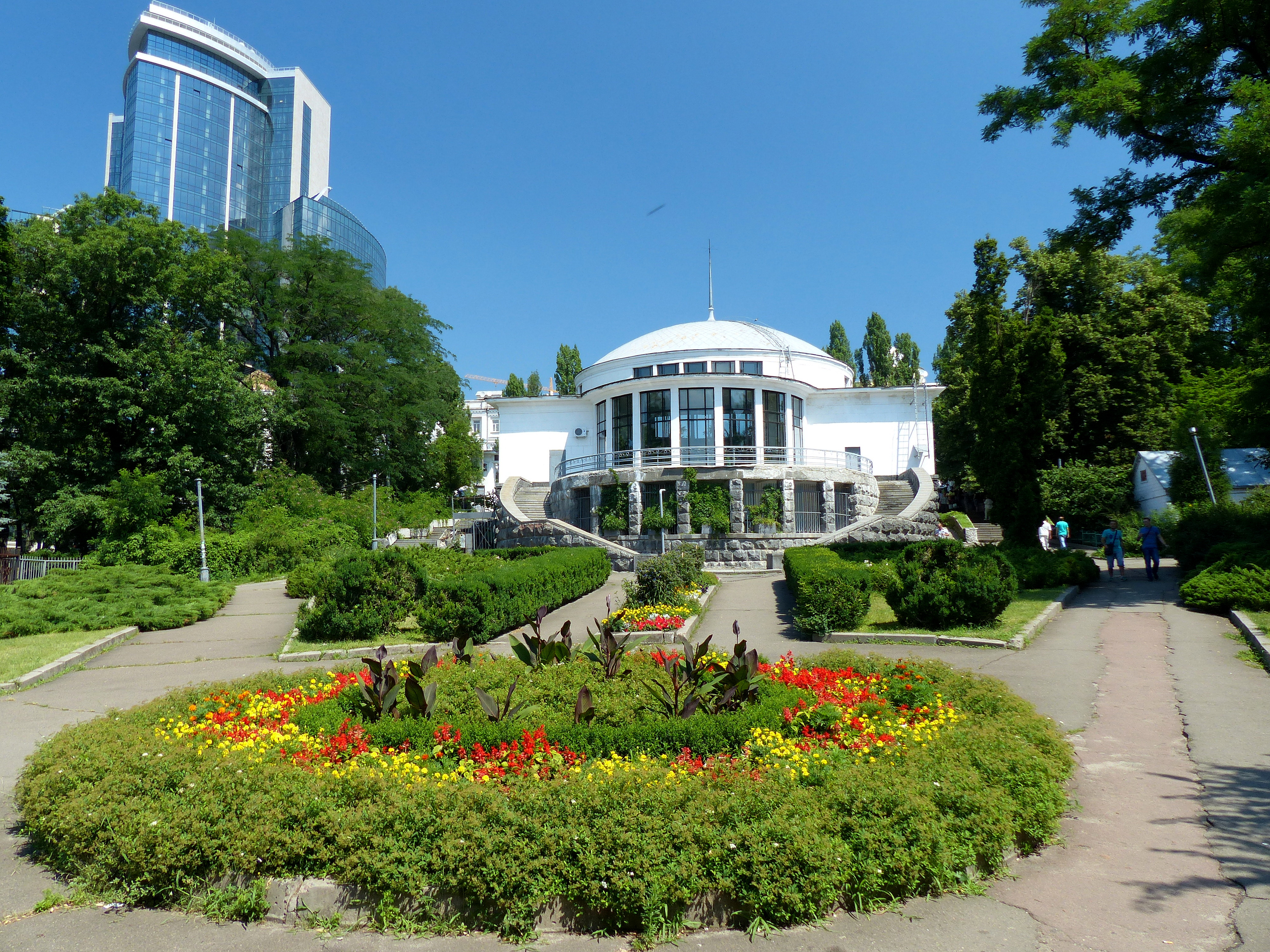
Один из участков сада
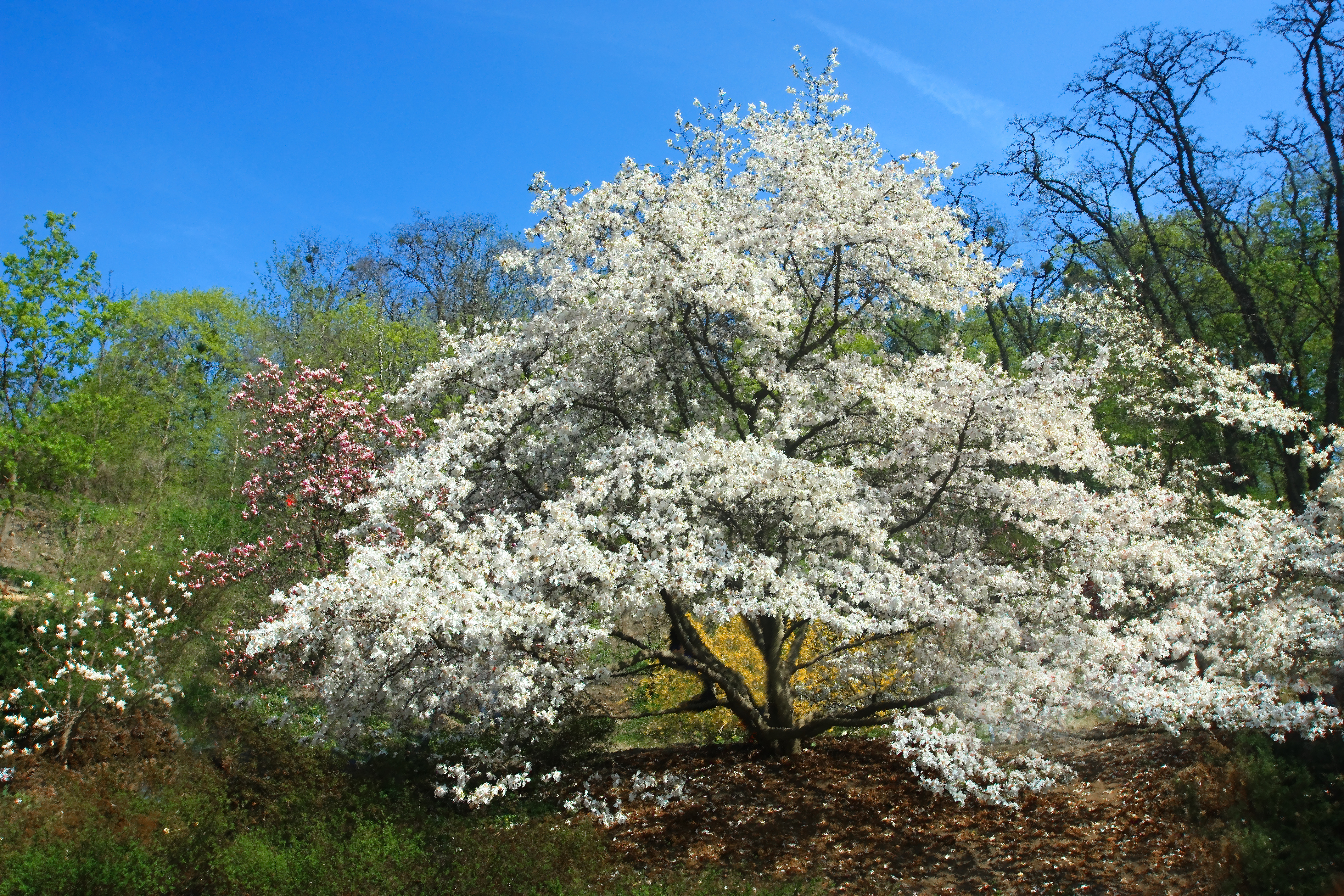
Магнолии